# 서대구 7중 추돌사고
서대구 7중 추돌사고는 대구광역시 서구 상리동 중부내륙고속도로지선 서대구 나들목에서 7중 연쇄 추돌사고가 발생하여 1명이 숨지고, 11명이 부상을 당한 사건이다.

## 같이 보기
- 순천완주고속도로 31중 추돌사고